# Gojmanovac
Gojmanovac (cyr. Гојмановац) – wieś w Serbii, w okręgu niszawskim, w gminie Svrljig. W 2011 roku liczyła 66 mieszkańców.